# Rush for Berlin
A Rush for Berlin egy valós idejű taktikai játék, ami a második világháborúban játszódik.
A játék középpontjában a német főváros, Berlin elfoglalása a cél, a játékosoknak harcolniuk kell az amerikai, a brit, a francia és szovjet hadseregekkel. Ahogy a játékosok közelednek Berlinhez, szembe kell nézniük egyre több kihívással, mivel a német védelem egyre koncentráltabb és kitartóbb. A német kampányt fel lehet oldani a szovjet kampány vagy az angol-amerikai szövetség (USA és UK) kampányok valamelyikének sikeres végigjátszásával.

## Bővítő csomag
A Rush for Berlin: Rush for the Bomb egy kiegészítő csomagja a Rush for Berlinnek, 2007. április 27.-én jelent meg. A jellegét meghatározzák a képregény stílusú főszereplők és egy valószínűtlen, de érdekes "mi lenne, ha" forgatókönyv: a Harmadik Birodalom megtámadja a "semleges" Spanyolországot 1944-ben, hogy biztosítsa a kulcsfontosságú hírszerzési adatokat az amerikai A-bomba kutatáshoz.